# Quintus Cassius Longinus (Konsul 164 v. Chr.)
Quintus Cassius Longinus († 164 v. Chr.) war ein römischer Politiker und Konsul im 2. Jahrhundert v. Chr.
Quintus Cassius Longinus entstammte der plebejischen Familie der Cassier, die der Nobilität angehörte. Deren Zweig mit dem Cognomen Longinus brachte ab dem zweiten vorchristlichen Jahrhundert bis in die frühe Kaiserzeit hinein zahlreiche bedeutende Politiker, die bis zum Konsulat aufstiegen, hervor. Er selbst muss gegen Ende des 3. Jahrhunderts v. Chr. geboren worden sein, da man in Rom frühestens mit 43 Jahren das Konsulat bekleiden konnte. Er war der Sohn eines Lucius und der Enkel eines Quintus.
Über die Anfänge von Cassius’ Laufbahn ist nichts Näheres überliefert. Im Jahre 167 v. Chr. erreichte er die Prätur und wurde zum Prätor urbanus gewählt. Als solcher führte er den im Krieg Roms gegen Makedonien gefangen genommenen makedonischen König Perseus nach dessen vom Senat bestimmten Aufenthaltsort Alba. Außerdem brachte er die erbeuteten Schiffe des Genthios nach Dyrrhachium und Apollonia, beides zum Imperium Romanum gehörige Hafenstädte am Ionischen Meer. Für das Jahr 164 v. Chr. wurde er zusammen mit Aulus Manlius Torquatus zum Konsul gewählt. Während seines Konsulats ist er gestorben.